# Фучино
Озеро Фучино, також Фуцинське озеро (італ. Lago Fucino, Lago di Celano, лат. Fucinus Lacus) — колишнє озеро в центральній Італії, західній частині Абруццо. Простягалося від Авеццано на північному заході до Ортуккьо на південному сході та Тразакко на південному заході. Було третім за величиною озером в Італії, але було осушене в 1878 році.

## Походження назви
Топонім Фучино походить від латинського терміна Fūcinus, який пов'язаний з етнічним Fūcentēs, який у свою чергу пов'язаний з марси - італійським народом, що жив уздовж південно-східних берегів озера.
Грецький поет Лікофрон назвав озеро «болотом Форкія», отримавши назву від морського божества. Інші автори вважали, що це було озеро Вольски через згадку про поразку, завдану їм римлянами біля берегів озера в республіканську епоху.
За іншою гіпотезою, назва походить від наявності водоростей, які на заході Сонця в певну пору року надавали поверхні озера червоний відтінок, схожий на колір фуксії.
До XIX століття басейн називався озером Челано.

## Згадки

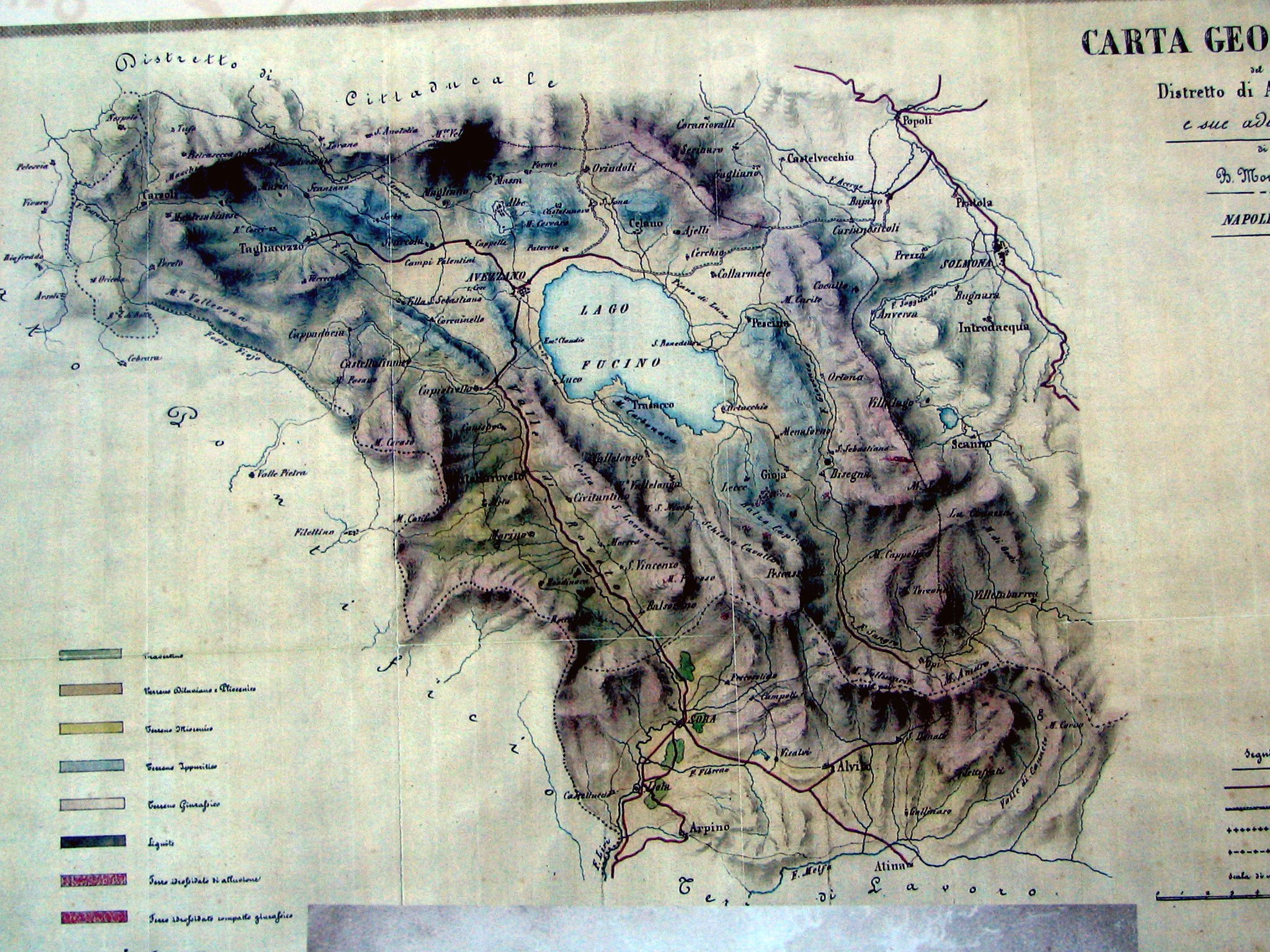
Озеро Фучино до осушення

Вергілій згадував колишнє озеро в Енеїді в сьомій книзі, оскільки воно оплакувало Умброна — жерця-цілителя, що трагічно загинув у битві.

## Римський дренаж
Римляни засновували поселення на берегах озера, у тому числі Сан-Бенедетто-дей-Марсі. Тут було місце битви за озеро Фучино у 89 році до н.е. Незважаючи на те, що в озері була велика кількість риби а біля нього родючий грунт, вважалося, що воно також було притулком для малярії та, не маючи природнього відтоку, неодноразово затоплювало орні землі. Імператор Клавдій робив спробу контролювати максимальний рівень озера, викопавши дренажний тунель довжиною 5,6 кілометрів через Монте-Сальвіано. Із допомогою 30 тисяч робітників на це пішло 11 років. Однак, таке рішення імператора не мало успіху. Про невдачу писав історик Діон Кассій:

«Коли озеро Фучино почало осушуватися, у цьому серйозно звинуватили видатного вільновідпущенника Тіберія Клавдія Нарцисса. Оскільки він керував усією справою, і вважалося, що витративши набагато менше, ніж він отримав на виконання, Клавдій навмисне ухитрився зробити так, щоб його проступок не виявили»

Початково озеро мало площу, що постійно коливалася - 140 км², яку ініціатива Клавдія, можливо, зменшила приблизно до 90 км². За діяльності Адріана було розширено та поглиблено канал довжиною 4,5 кілометрів, у результаті чого площа озера зменшилася до 57 км². Цей рівень підтримувався до падіння Західної Римської імперії. Більший тунель XIX століття, який був прокладений по тому ж маршруту, що й римський, знищив більшу частину римського тунелю в археологічному плані. Через це успіх більш ранньої схеми Клавдія виходить настільки сумнівним. Глибший канал Адріана зруйнував археологію канала Клавдія. Останній римський канал залишив чіткі археологічні дані, які показують, що в 1 кілометрі від озера тунель мав глибину 7,5 метрів, ширину 19,5 метрів, висоту 4,5 метри. 

## Забруднення дренажу
Після падіння Західної Римської імперії, обслуговування римської дренажної системи припинилося. Рослинність почала перекривати збірний канал. У результаті землетрусу на розломі, що перетинав збірний канал, відбулося опущення грунту приблизно на 30-35 сантиметрів відносно входу в тунель. Дослідження місця перетину показують, що перед землетрусом у каналі накопичилася велика кількість осадів. Якщо припустити, що землетрус завдасть шкоди Риму, здається можливим те, що подія відбулася незадовго до 508 року н.е., коли Колізей був відремонтований. До кінця VI століття площа озера досягла своїх історичних розмірів. 

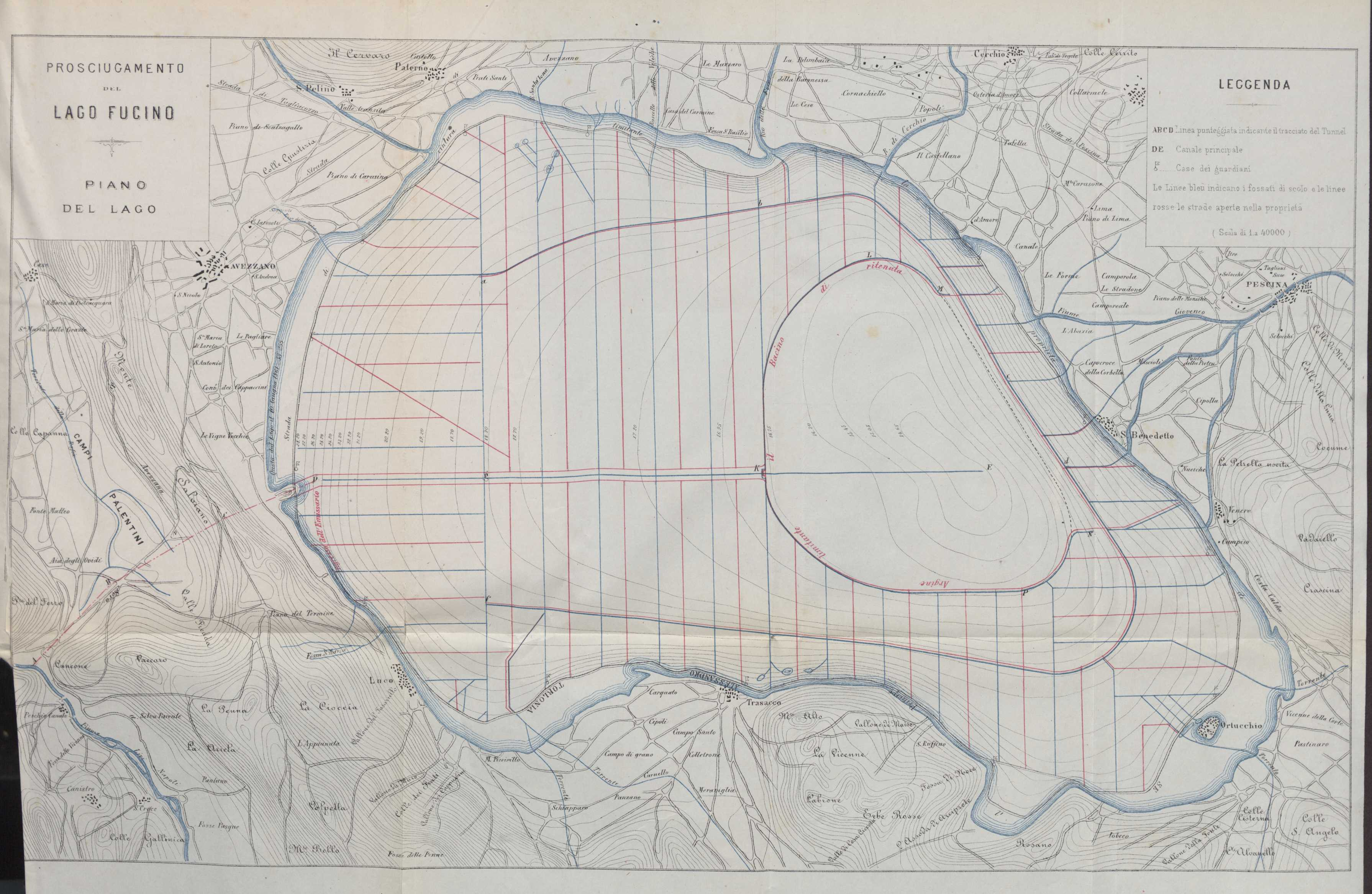
План осушення озера

Були спроби щодо відновлення римської схеми - вони з'являються в XIII та XV століттях. Однак, жодна з них не була успішною.

## Сучасний дренаж
У XIX столітті принц Алессандро Торлонія доручив швейцарському інженеру Жану-Франсуа де Монрішеру осушити озеро. Робота над каналом довжиною 6,9 кілометрів і шириною 21 метр була розпочата в 1862 році. Через 13 років озеро було повністю осушене. Рівнина, що утворилася, стала одним із найродючіших регіонів Італії. Торлонія був удостоєний князівського титулу та правом власності на більшу частину нових земель.

## Клімат
Клімат характеризується сильними коливаннями температури. Висота сприяє досягненню низьких температур. У деяких випадках досягалися екстремальні мінімальні температури: наприклад, у січні 1985 року було зареєстровано -26,5 ° C. 
Восени та взимку частим явищем є туман і мороз через низькі температури та високу вологість. Також це може відбуватися через наявність штучних каналів для зрошення полів. Осінь є найвологігою порою року, натомість літо - найсухішим і найспекотнішим.